# Liste der Monuments historiques in Montagne (Gironde)
Die Liste der Monuments historiques in Montagne (Gironde) führt die Monuments historiques in der französischen Gemeinde Montagne auf.

## Liste der Bauwerke
| Bezeichnung                 | Beschreibung | Standort | Kennzeichnung | Schutzstatus | Datum | Bild           |
| --------------------------- | ------------ | -------- | ------------- | ------------ | ----- | -------------- |
| Schloss Malengin            |              | (Lage)   | PA00083638    | Inscrit      | 1978  | weitere Bilder |
| Kirche Notre-Dame in Parsac |              | (Lage)   | PA00083640    | Classé       | 2002  | weitere Bilder |
| Kirche St-Georges           |              | (Lage)   | PA00083641    | Classé       | 1920  | weitere Bilder |
| Kirche St-Martin            |              | (Lage)   | PA00083639    | Classé       | 1908  | weitere Bilder |

## Liste der Objekte
- Monuments historiques (Objekte) in Montagne in der Base Palissy des französischen Kultusministeriums